# Д’Аренберг, Филипп-Шарль
Филипп-Шарль д'Аренберг (фр. Philippe-Charles d'Arenberg; 18 октября 1587, замок Барбансон (Барбансон, Эно) — 25 сентября 1640, Мадрид), граф и князь д'Аренберг и Священной Римской империи, герцог ван Арсхот, гранд Испании 1-го класса — военный и государственный деятель Испанских Нидерландов.

## Биография
Сын князя Шарля д'Аренберга и Анны де Крой, герцогини ван Арсхот, принцессы де Шиме.
Маркиз де Монкорне, барон де Зевенберген, Зеннегем, сеньор д'Ангьен, и прочее.

### Начало карьеры
Начал военную службу в 19 лет под командованием Амборджо Спинолы. В 1609 году эрцгерцог Альбрехт собственноручно произвел его в рыцари, дал одну из ордонансовых рот и допустил в число  дворян своей Палаты.
После того, как война с Соединенными провинциями завершилась Антверпенским перемирием, Филипп-Шарль служил во вспомогательных войсках, посланных Альбрехтом герцогу Нойбургскому для борьбы с курфюрстом Бранденбургским в ходе войны за Юлих-Клевское наследство. Аренберг участвовал в атаке и взятии Ахена, Орсуа, Мюльхайма, Везеля.
14 апреля 1616 штатгальтер Нидерландов назначил его кампмейстером валлонского пехотного полка. В том же году с позволения матери стал титуловаться герцогом Арсхота.
14 января 1618 Филипп III пожаловал Аренберга в рыцари ордена Золотого руна.
9 августа 1619 Филипп-Шарль стал государственным советником, а 24 мая 1620 получил под командование верхненемецкий пехотный полк из 3600 человек.
В 1621 году был послан с чрезвычайной миссией в Мадрид, по случаю восшествия на престол Филиппа IV. Король Испании назначил Аренберга губернатором, верховным бальи и капитаном страны, графства и замка Намюр, великим загонщиком и лесным бальи той же провинции (4.12.1626), великим сокольничим Нидерландов (27.02.1627), и великим загонщиком Фландрии (18.04.1627). В качестве губернатора принес присягу 4 марта 1627. В 1628 году монарх поручил ему, как старейшему члену ордена Золотого руна в Нидерландах, передать орденские цепи графам Сент-Альдегонду, Эстеру, Анхольту, Изенбургу, Гамалеро и князю Барбансону.

### Война в Нидерландах
После окончания перемирия испанские войска под командованием Амборджо Спинолы добились некоторых успехов в Нидерландах, но после того, как Филипп IV в 1627 году отозвал командующего в Мадрид, дела приняли дурной оборот. Особенно неудачной для испанцев была кампания 1629 года. 14 августа лейтенанты принца Оранского взяли Везель, а сам Фридрих Генрих 14 сентября овладел важной крепостью Хертогенбос. Недовольство испанскими министрами распространилось по всей стране, и начали говорить о возможности заключения договора с Соединенными провинциями помимо Испании и вопреки ее политике.
От имени объединенных сословий духовенства и знати архиепископ Мехелена Ян Бонен и герцог Арсхот представили инфанте Изабелле обращение, в котором, обозрев все, что Нидерланды претерпели из-за испанского правления в минувшие пятьдесят лет, просили наместницу отправить кого-нибудь к королю, дабы просить предоставить бельгийцам самим заниматься обороной и управлением.
Изабелла направила в Мадрид графа де Сольра, который вернулся в Брюссель в январе 1630 с грамотами Филиппа IV, полными заверений в том, что король удовлетворен ревностным отношением сословий к государственным делам. Кроме того, Филипп обещал направить в Нидерланды действенную помощь. На некоторое время его обещания воодушевили народ, но вскоре выяснилось, что у испанцев слово расходится с делом.

### Генеральные штаты. Переговоры с голландцами
Неудачи испанского правительства, измена графа Хендрика ван ден Берга, отправка в Пфальц части войск, собранных для борьбы с принцем Оранским, что облегчило последнему новые завоевания (в том же году его армия захватила Венло, Рурмонд, Маастрихт, Лимбург, Орсуа и еще несколько крепостей), вызвали всеобщее недовольство и требования вновь, как к 1576 году, созвать Генеральные штаты.
Правительница решилась пойти на этот шаг, вопреки приказам своего племянника-короля, и герцог ван Арсхот решительно поддержал эту меру на обсуждении в совете.
Штаты открылись в Брюсселе 9 сентября 1632. Герцог ван Арсхот заседал в качестве депутата и первого члена от дворянства Брабанта, и по степени влияния на этой ассамблее он был сопоставим только с архиепископом Мехеленским. 3 октября Аренберг был избран в число депутатов для переговоров с Соединенными провинциями о мире или перемирии. Начатые в Маастрихте, они затем были перенесены в Гаагу. 25 ноября герцог вернулся в Брюссель, чтобы добиться расширения полномочий депутатов, а 31 снова прибыл туда с архиепископом и еще двумя коллегами, с целью представления подробного отчета Штатам и инфанте, и получения новых инструкций. 27 января 1633 депутаты вновь отбыли в Гаагу.
В том же месяце у Аренберга произошел конфликт с Рубенсом, которого инфанта намеревалась использовать как своего представителя на переговорах с принцем Оранским, и дала ему соответствующие грамоты. Генеральные штаты, подозревая в этом попытку неких закулисных переговоров в обход официальной делегации, потребовали объяснений, а герцог лично выразил живописцу свое неудовольствие. В результате, Рубенс, оказавшись в неудобном положении, отказался от поездки в Гаагу. Он направил Арсхоту письмо, содержание которого стало известно, а герцог послал ответ, который также был опубликован, и вызвал у позднейших историков упреки в высокомерии и надменности, хотя вполне соответствовал нравам эпохи Тридцатилетней войны. Копии обоих писем герцог ван Арсхот переслал Генеральным штатам, и те 1 февраля представили их инфанте.

### Посольство в Мадрид
Конференция в Гааге возобновилась 5 февраля. Уже удалось договориться по нескольким важным пунктам, когда голландские уполномоченные потребовали от бельгийских комиссаров предъявления грамот короля Испании, подтверждающих право представлять корону, данное инфанте в 1629 году, или подтверждения полномочий делегатов от имени правительницы и Штатов. Шестеро бельгийских представителей после этого покинули Гаагу. После их отчета Генеральные штаты 22 июня обратились к правительнице с просьбой удовлетворить требование голландцев. Изабелла 27 июня заверила их в том, что уже сделала все необходимое, но, поскольку курьер из Мадрида так и не прибыл, Штаты 6 июля решили отправить к королю епископа Ипра Жоржа Шамберлена и герцога ван Арсхота.
Когда послы были готовы к отъезду, распространился слух о том, что ответ из Мадрида получен, но его скрывают от Генеральных штатов. В этих обстоятельствах ни епископ, ни герцог не изъявляли желания отправиться в путь. 18 ноября Штаты настоятельно потребовали от своих депутатов выполнить поручение. Епископ заявил, что не может уехать в силу весомых причин; родственники и друзья герцога также отговаривали его от небезопасной миссии, но в конце концов Аренберг уступил давлению Генеральных штатов, и 16 ноября выехал из Брюсселя. Его положение осложнялось тем обстоятельством, что в Испанию он отправился как представитель инфанты, и не имел мандата Генеральных штатов, который мог бы послужить ему защитой.
Прибыв в столицу в начале декабря, он встретился с маркизом де Леганесом, президентом Верховного совета Фландрии, и в тот же день был принят графом-герцогом Оливаресом. Первый министр принял герцога милостиво, и провел к королю, который также засвидетельствовал свое расположение. Все гранды и послы поспешили нанести ему визиты.
На праздновании Дня Царей Филипп IV предоставил герцогу, как дворянину своей Палаты, честь совершить традиционное подношение трех чаш, что являлось привилегией инфантов, когда те находились при дворе, а годом ранее эту функцию исполнял герцог де Мединасели, происходивший от королевской крови.
Положение изменилось после того, как два политических интригана — художник Жербье, резидент английского короля в Брюсселе, и аббат Скалья, агент герцога Савойского, за 20 000 эскудо представили Оливаресу авторов и цели так называемого заговора бельгийской знати против короны Испании. Герцог ван Арсхот, еще с 1630 года бывший одним из кандидатов короны на пост штатгальтера в случае смерти инфанты Изабеллы, не был указан в их доносах как один из главных участников, но сообщалось, что он знал о заговоре.

### Арест. Обвинение в заговоре
11 января 1634 Аренберг передал королю привезенные бумаги. Он пользовался любым случаем, чтобы убедить монарха и первого министра в том, что заключение перемирия, даже на невыгодных условиях, лучше, чем продолжение войны. 14 января он был вызван во дворец на конференцию, в которой кроме Оливареса участвовали маркизы Леганес и Мирабель, граф де Кастрильо, советник Гаварелли и госсекретарь Херонимо де Вильянуэва. Еще три совещания состоялись 2 и 15 февраля, и 22 марта, но на всех встречах вместо принципиальных вопросов обсуждались второстепенные детали. Видя нежелание испанских сановников принимать решение, герцог просил отпуска. Чтобы выиграть время, испанское правительство через госсекретаря Андреса де Росаса представило Арсхоту серию вопросов, о которых он должен был высказать свое мнение.
Наконец, в святую субботу, 15 апреля 1634, получив из Брюсселя дополнительную информацию, король вызвал Аренберга во дворец, и после напоминания о милостях, оказанных короной ему и его дому, прямо потребовал у герцога сообщить все, что тому известно о заговоре. Дабы герцог не смог избежать дачи показаний, требование было предъявлено в письменном виде.
Аренберг отрицал обвинения, заявив, что ничего не знает о заговоре. Короля этот ответ не удовлетворил, и он вызвал членов трибунала, в том числе архиепископа Гранады, Оливареса и герцога Альбу, которые в течение трех часов пытались добиться признания. Герцог продолжал упорствовать, и тогда король по совету министров приказал Диего Пиментелю, маркизу де Хельвесу, капитану испанской гвардии, арестовать его. Заключенный был перевезен в Аламеду, в двух лигах от Мадрида, все его бумаги изъяты, а секретари и свита также арестованы. Для разбирательства была назначена хунта в составе трех советников от Кастилии, и по одному от Арагона, Италии и Португалии, под руководством фискала Совета Кастилии Хуана Баутисты де Ларреа. Маркизу де Айтоне, управлявшему Нидерландами после смерти инфанты Изабеллы, было поручено провести расследование на месте.
Арсхот после двух дней заключения написал Оливаресу записку, в которой извинялся за свое молчание, объясняя его волнением, и дал показания против принцев Эпинуа и Барбансона, и графа де Энена, сообщив, что эти вельможи неоднократно уговаривали его покинуть брюссельский двор, уверяя, что вся знать последует его примеру, но что он не знал их подлинных намерений, так как они уклонялись от ответа на прямой вопрос. Он признался, что имел беседу с английским резидентом, предлагавшим союз с королями Англии и Франции, но заявил, что отклонил это предложение. На следующий день герцог предоставил компрометирующие сведения о графах Берге, Варфузе и Эгмонте, уже покинувших Нидерланды, и добавил, что с принцем д'Эпинуа его связывали только совместные развлечения, а с Барбансоном он встречался по семейным делам.
Через некоторое время герцога перевели в Пинто, другую крепость в окрестностях Мадрида. 3 июля он дал дополнительные показания против Эпинуа, Барбансона и Энена. Фискал Ларреа предъявил Аренбергу обвинения по двум пунктам: 1) участие в заговоре принцев Эпинуа и Барбансона, и графов Эгмонта и Энена, и 2) недонесение о заговоре и отрицание оного. Тем не менее, следователям не удалось обнаружить доказательств его вины ни в Брюсселе, ни в других местах, а тяжесть обвинения в недоносительстве значительно уменьшали объяснения, представленные герцогом королю. При этом испанцы так и не выпустили его на свободу, ограничившись помещением под домашний арест в Мадриде в декабре 1634. Жена и старший сын, приехавшие в начале 1637 года, не получили разрешения поселиться вместе с ним, хотя им позволили видеться в дневное время. По мнению Луи-Проспера Гашара, Генеральные штаты, отправившие герцога для выполнения столь опасной миссии, могли бы проявить больше мужества и выступить в его защиту, чего они не сделали.
17 сентября 1640 Аренберг тяжело заболел. 23-го Филипп IV послал к заключенному госсекретаря Карнеро с ободрением и обещанием грядущих милостей, но герцог их не дождался, поскольку умер в тот же день. Его останки были перевезены в Ангьен и погребены в церкви капуцинов.

## Семья
1-я жена (22.09.1610): баронесса Ипполита-Анна де Комон (ум. 16.02.1615), дочь Пьера де Мелёна, принца д'Эпинуа, и Ипполиты де Монморанси-Бур
Дети:
- Клер-Эжени д'Аренберг (крещена в Брюсселе 23.10.1611—1660). Муж (1635): Альбер де Крой-Шиме д'Аренберг (1618—1648), князь де Шиме
- Анна-Мария д'Аренберг (крещена в Брюсселе 15.02.1613—1626)

2-я жена (27.06.1620, Брюссель): Клер-Изабелла де Берлемон (18.08.1602—9.08.1630), графиня де Лален, дочь графа Флорана де Берлемона и графини Маргариты де Лален
Дети:
- Мари-Дезире д'Аренберг (крещена в Брюсселе 24.06.1624—1630)
- Филипп-Франсуа д'Аренберг (крещен в Брюсселе 30.07.1625—17.12.1674), герцог д'Аренберг и ван Арсхот. Жена (1642): Маддалена Франсиска Луиса Эсперанса де Борха-и-Дориа (1627—1700), дочь Франсиско де Борха, герцога Гандии, и Артенизы Дориа
- Маргарита-Александрина д'Аренберг (крещена в Брюсселе 3.11.1626—18.07.1651, Сент-Омер). Муж (28.04.1649): Эжен де Монморанси, принц де Робек (ум. 1683)
- Жанна-Эрнестина-Франсуаза д'Аренберг (9.04.1628, Брюссель — 12.10.1663, Брюссель). Муж (4.05.1656, Брюссель): герцог Александр-Ипполит-Бальтазар де Бурнонвиль (1616—1690)
- Изабель-Клер д'Аренберг (2.11.1629, Брюссель — 7.09.1670, Мескирх). Муж (26.12.1648, Линдау-им-Бодензее): барон Максимилиан фон Вальдбург, граф цу Вольфек (1604—1667)

3-я жена (29.03.1632, Кёльн): Мария Клеофа фон Гогенцоллерн-Зигмаринген (11.06.1599—25.02.1685), дочь графа Карла II фон Гогенцоллерн-Зигмарингена и Элизабет де Паллант, графини ван Кулемборг, вдова графа Иоганна Якоба фон Бронкхорст-Батенбурга
Дети:
- Шарль-Эжен д'Аренберг (3.05.1633, Брюссель — 25.06.1681, Монс), герцог д'Аренберг и ван Арсхот. Жена (1660): Мари-Генриетта де Кюзанс (1624—1701), графиня де Шамплит, дочь Клода-Франсуа де Кюзанса, барона де Бельвуара, и Эрнестины де Витен
- Альбер-Жак-Пьер д'Аренберг (крещен в Брюсселе 22.02.1634)
- Мари-Тереза д'Аренберг (22.04.1639, Мадрид — 18.01.1705, Мескирх). Муж (4.01.1660, Брюссель): граф Франц Кристоф фон Фюрстенберг (1625—1671)